# Alan Brown
Alan Everest Brown (Malton, 20 november 1919 – Guildford, 20 januari 2004) was een Brits Formule 1-coureur.

## Loopbaan
Brown reed tussen 1952 en 1954 negen maal een Grand Prix voor het team Cooper. Hij wist in deze negen races twee WK-punten te behalen.
Brown was in eerste plaats vrachtautoverkoper, maar maakte al snel naam door te presteren in de Formule 3. Hij won de GP van Luxemburg in 1951 in een Cooper.